# Alain Junior Ollé Ollé
Alain Junior Ollé Ollé (11 de abril de 1987) é um futebolista profissional camaronês que atua como meia.

## Carreira
Alain Junior Ollé Ollé representou a Seleção Camaronesa de Futebol, nas Olimpíadas de 2008. 